# Jaume Busquets
Jaume Busquets i Mollera (* Gerona, 1904 – † Barcelona, 1968) foi um escultor e pintor espanhol, formado nos ateliers de Joan Llimona e do pintor Darius Vilàs.
Amigo de Antoni Gaudí, que o induziu a decidir-se por arte religiosa.
Recebeu numerosas encomendas de murais para diversas igrejas e realizou esculturas para a fachada da Natividade do Templo Expiatório da Sagrada Família em Barcelona, um Cristo jazente para a igreja de Santa Maria de Blanes e uma Virgem com Menino para a fachada da Catedral de Gerona.
Construiu o altar-mor e o seu baldaquino para o templo de Nossa Senhora de Montealegre de Barcelona, onde anos depois realizou em alabastro uma imagem para o presbitério. Em 1955, pintou o fresco que representa a Santíssima Trindade, na abside da igreja de Sant Gensí de Plegamans.
Foi director da Escola de Arte de Vilafranca del Penedés e da Escola Massana de Barcelona.